# All Saints Church (Berlin)

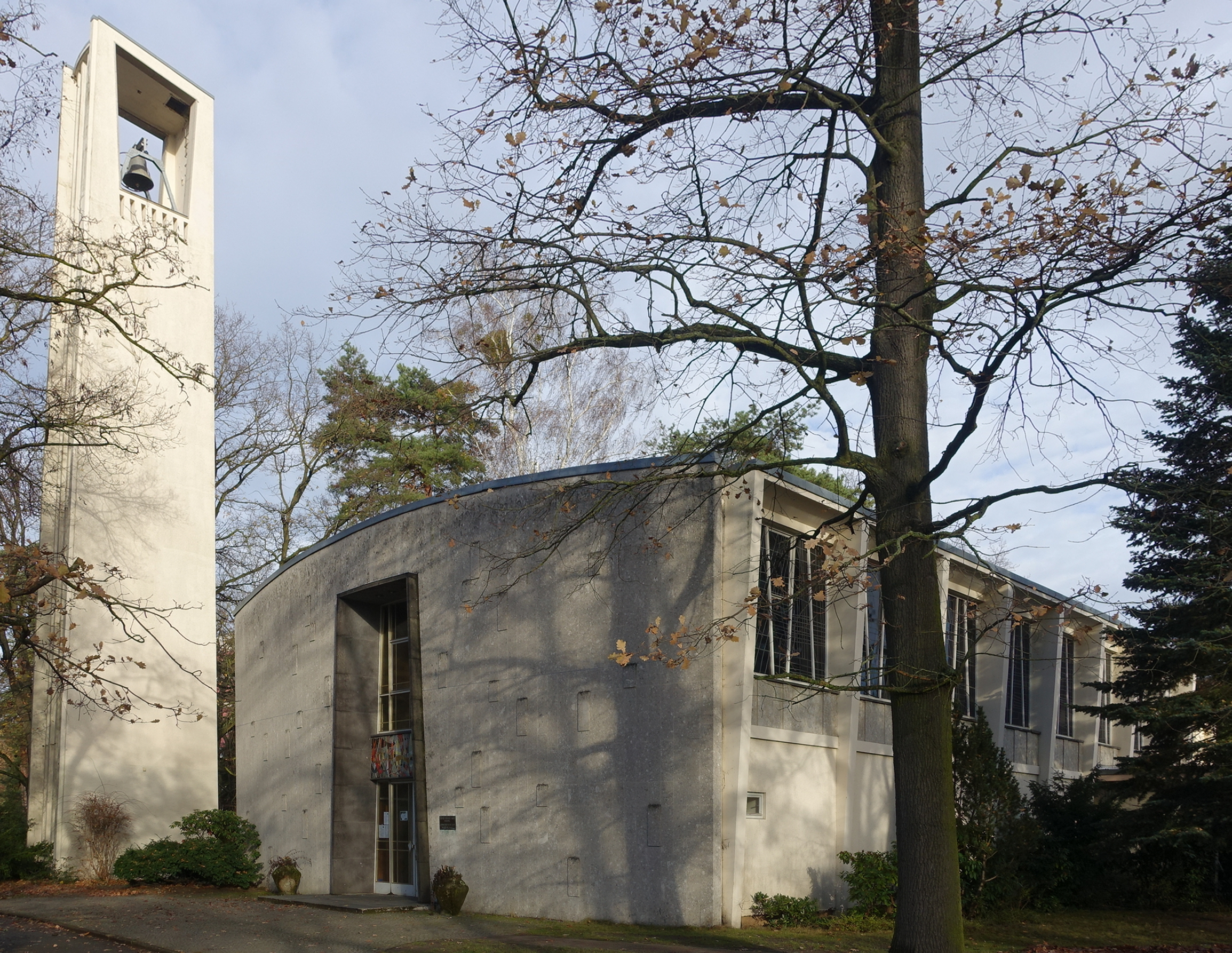
All Saints Church in Berlin-Dahlem

Die All Saints Church ist eine als Teil eines Bauensembles nach einem Entwurf von Carl Merz durch das Bauunternehmen Polensky & Zöllner erbaute römisch-katholische Kirche am Hüttenweg 46 im Berliner Ortsteil Dahlem des heutigen Bezirks Steglitz-Zehlendorf. Sie wurde als United States Army Chapel errichtet und am 14. Dezember 1957 eingeweiht.

## Geschichte

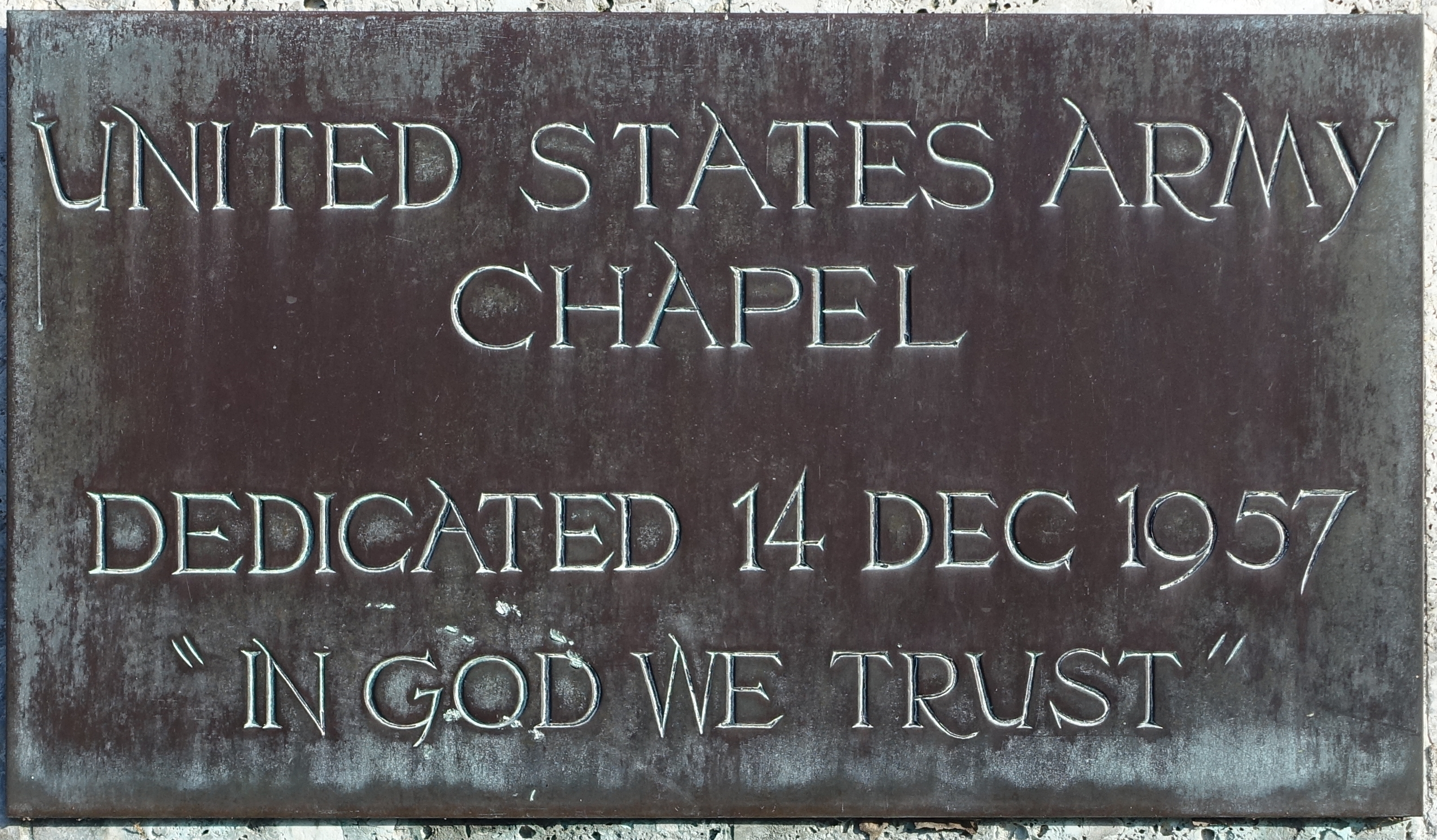
Schild

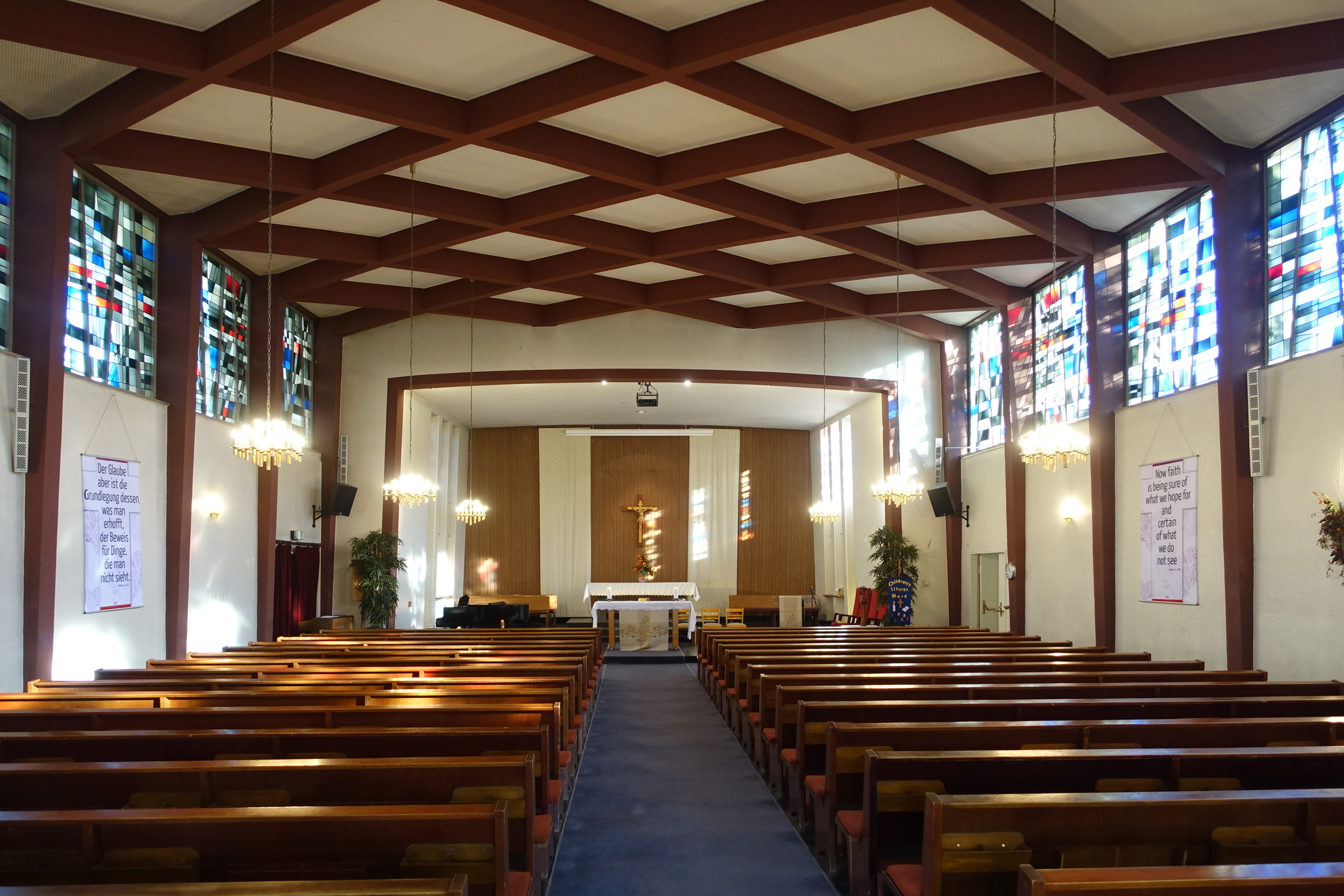
Kirchsaal

Das Gemeindezentrum wurde 1957 von der US-Armee als „House of Tolerance“ eröffnet. In ihm waren katholische, protestantische und jüdische Glaubensgemeinschaften vereint. Mit dem Abzug des alliierten Militärs aus Berlin verließen auch die Militärkaplane die Stadt. Hauptmieter des Gemeindezentrums ist seit 1999 die „All Saints Catholic Community“, die englischsprachigen Katholiken feierten ihre Gottesdienste in der All-Saints-Kirche. Mit den anderen Glaubensgemeinschaften wurden für die von ihnen genutzten Räume Untermietverträge abgeschlossen. Im Februar 2014 liefen die Mietverträge aus und die Zukunft des Zentrums wurde neu geordnet. Dabei gab es die Option eines Hauptmieters oder dass die drei Religionsgemeinschaften und die Kita als vier gleichberechtigte Mieter werden.
Im Jahr 2003 wurde von Kardinal Georg Sterzinsky im Erzbistum Berlin eine englischsprachige römisch-katholische Gemeinde errichtet, um die Gemeinsamkeit zu den deutschen Kirchengemeinden zu stärken. Am Standort befindet sich auch die CrossWay International Baptist Church.

## Synagogengemeinde Sukkat Schalom in der All Saints Church
Von 1957 bis 1994 gab es im Chaplain Center jüdische Gottesdienste. 1994 rettete der Rabbiner Andreas Nachama zwei Pulte und weitere Utensilien vor dem Müllcontainer. Er stellte dieses jüdische Mobiliar im Centrum Judaicum unter. Ab 1999 wurde die All Saints Church wieder als Synagoge durch den Rabbiner Andreas Nachama genutzt. Im Jahr 2002 wurde ein Trägerverein unter dem Namen Synagogengemeinde Berlin Sukkat Schalom e. V. gegründet. Seit 2008 war die Synagoge eine institutionelle Synagoge der Jüdischen Gemeinde zu Berlin. Sie steht in der Tradition der 1855 gegründeten Reformsynagoge in der Johannisstraße, die 1939 von den Nazis geschlossen wurde.
Für die Gottesdienste der liberalen Synagogengemeinde Berlin Sukkat Schalom musste jeden Freitag und Sonnabend ein Mehrzweckraum umgeräumt werden. Es wurden drei verschiedene Pläne für einen Synagogenbau am Standort diskutiert. Ein Plan war, den Innenhof, der eine Grünfläche ist, zu überdachen und zu einer Synagoge auszubauen. Andere Pläne waren andere Räume zu entkernen oder ein Neubau. Die All Saints Catholic Community lehnte dies ab. 2013 zog die Synagogengemeinde Berlin Sukkat Schalom in ein neues Provisorium an der Herbartstraße in Charlottenburg.

## Baubeschreibung
Das Kirchengebäude, ein Stahlskelettbau auf annähernd trapezförmigem Grundriss, ist nach Nordosten ausgerichtet. Es hat acht Fensterachsen zwischen Stützen aus Stahlbeton, die sich trapezförmig nach oben erweitern. Darüber spannen sich schräg kreuzende Balken aus Stahlbeton, die ein flaches Tonnendach tragen. Ein in Höhe und Breite eingezogener Altarraum mit drei Fensterachsen schließt sich an. Der nahe dem Kirchenschiff stehende Campanile besteht aus zwei seitlichen, nach oben konisch zulaufenden Wänden in Stahlbeton, bedeckt mit einem Pultdach. Zur Straßenseite verlaufen senkrecht angeordnete Lamellen, die Rückwand ist glatt. Die Glockenstube ist zwischen den beiden Seitenwänden offen, in ihr hängt nur eine Bronzeglocke. Sie wiegt 450 kg, hat einen Durchmesser von 90 cm und eine Höhe von 76 cm zuzüglich einer Krone von 14 cm und klingt auf den Schlagton a'. Gegossen wurde sie von Friedrich Wilhelm Schilling.
Die leicht gewölbte Fassade zur Straße ist mit grob angeschliffenen Betonplatten verkleidet. Die Seitenwände zwischen den Stützen bestehen aus verputztem Mauerwerk. Darüber liegen moderne Bleiglasfenster. Über den Eingangstüren des Portals ist ein Mosaik angebracht. Neben dem Portal hängt ein Schild mit dem ursprünglichen Namen der Kirche und dem Datum ihrer Einweihung.
Im Innenraum der Saalkirche bilden die hellen Wände mit den dunkelbraun gestrichenen Stützen und Balken, ferner mit der Einfassung der Öffnung der Querwand vor dem Altarraum einen Kontrast. Dunkelbraun sind auch die Kirchenbänke, die Brüstung der Orgelempore und die Rückwand des Altarraums. Die Kirche ist ein gelistetes Baudenkmal.